# Smith-Zahl
Eine Smith-Zahl ist eine zusammengesetzte Zahl, bei der die Summe ihrer Ziffern gleich der Summe aller Ziffern ihrer Primfaktoren ist. Die Primfaktoren werden dabei ohne Exponenten angegeben und entsprechend in der Produktdarstellung so oft wie nötig wiederholt. (378 = 2 × 3 × 3 × 3 × 7 statt 378 = 2 × 33 × 7.)

## Beispiel
Die Ziffernsumme der Zahl 166 ist 1 + 6 + 6 = 13.
166 = 2 × 83, die Summe der Ziffern ihrer Primfaktoren ist demnach 2 + 8 + 3, was ebenfalls 13 ergibt.
Also ist 166 eine Smith-Zahl.

## Smith-Zahlen im Dezimalsystem
Die ersten Smith-Zahlen im Dezimalsystem sind 4, 22, 27, 58, 85, 94, 121, 166, 202, 265, 274, 319, 346, 355, 378. (Folge A006753 in OEIS.)
W.L. McDaniel bewies 1987, dass unendlich viele Smith-Zahlen existieren. Während sich unter den ersten 1.000 Zahlen noch ca. 5 Prozent Smith-Zahlen finden (nämlich 49), sind es unter der ersten Million ca. 3 Prozent und unter der ersten Milliarde Zahlen insgesamt ca. 2,5 Prozent.

## Besondere Smith-Zahlen
Zwei aufeinanderfolgende Smith-Zahlen (zum Beispiel 728 und 729, oder 2964 und 2965) werden Smith-Brüder genannt. Es ist unbekannt, wie viele Smith-Brüder existieren. Den kleinsten Smith-Drilling bilden 73615, 73616, 73617, den kleinsten Vierling die Zahlen 4463535, 4463536, 4463537, 4463538.
Smith-Zahlen lassen sich aus Repunits Rn konstruieren. So lautet die größte bekannte Smith-Zahl:
{\displaystyle 9\cdot R_{1031}\cdot (10^{4594}+3\cdot 10^{2397}+1)^{1476}\cdot 10^{3913210}}
wobei {\displaystyle R_{1031}={\frac {10^{1031}-1}{9}}}

## Geschichte
Die Smith-Zahlen erhielten ihren Namen von Albert Wilansky an der Lehigh-Universität. Er bemerkte die besondere Eigenschaft der Telefonnummer seines Schwagers Harold Smith: 4937775. (4937775 = 3 × 5 × 5 × 65837 → 4 + 9 + 3 + 7 + 7 + 7 + 5 = 3 + 5 + 5 + 6 + 5 + 8 + 3 + 7 = 42.)